# Seznam biskupů z Corpus Christi

Znak diecéze Curpus Christi

Seznam římskokatolických biskupů z Corpus Christi.

## Biskupové apoštolského vikaritátu Bronsville
Tito biskupové nejsou formálně biskupy z Corpus Christi, leč byli biskupy a působili na území diecéze před jejím vznikem.
- Dominic Manucy (1874-1884, apoštolský vikář)
- Peter Verdaguer y Prat (1890-1811, apoštolský vikář)

## Biskupové z Corpus Christi
1. Paul Joseph Nussbaum (1913-1920, rezignoval, 1922-1935 biskup ze Sault Sainte Marie-Marquette)
2. Emmanuel Boleslaus Ledvina (1921-1949, zemřel 1952)
3. Mariano Simon Garriga (od 1936 biskup koadjutor, 1949-1965)
4. Thomas Joseph Drury (předtím biskup ze San Angela, 1965-1983, zemřel 1992)
5. René Henry Gracida (předtím biskup z Pensacola-Tallahassee, 1983-1997)
6. Roberto Octavio González Niaves (předtím pomocný biskup z Bostonu, biskup koadjutor od 1995, 1997-1999)
7. Edmond Carmody (předtím biskup z Tyleru, 2000-2010)
8. William Michael Mulvey (od 2010)